# Epithelantha bokei
Epithelantha bokei ist eine Pflanzenart in der Gattung Epithelantha aus der Familie der Kakteengewächse (Cactaceae). Das Artepitheton bokei ehrt den US-amerikanischen Botaniker Norman Hill Boke.

## Beschreibung
Epithelantha bokei wächst einzeln und nur sehr selten sprossend. Die Triebe erreichen Durchmesser von 2,5 bis 5 Zentimetern. Ihre Warzen sind bis 3 Millimeter lang. Die sehr dichten weißen Dornen stehen in 4 bis 5 Reihen. Es sind etwa 10 innere und 25 bis 28 äußere, ausgebreitete und an der Körperoberfläche anliegende Dornen vorhanden, deren längste bis 4,5 Millimeter werden.
Die rosafarbenen Blüten sind 10 bis 12 Millimeter lang und weisen ebensolche Durchmesser auf. Die Früchte sind 3 bis 9 Millimeter lang.

## Verbreitung, Systematik und Gefährdung
Epithelantha bokei ist im US-amerikanischen Bundesstaat Texas im Big-Bend-Nationalpark sowie im benachbarten mexikanischen Bundesstaat Coahuila verbreitet.
Die Erstbeschreibung wurde 1969 von Lyman David Benson veröffentlicht. Nomenklatorische Synonyme sind Epithelantha micromeris var. bokei (L.D.Benson) Glass & R.A.Foster (1978) und Epithelantha micromeris subsp. bokei (L.D.Benson) U.Guzmán (2003).
In der Roten Liste gefährdeter Arten der IUCN wird die Art als „Least Concern (LC)“, d. h. als nicht gefährdet geführt.

## Nachweise